# لاس کولونیاس (تگزاس)
لاس کولونیاس (به انگلیسی: Las Colonias) یک منطقهٔ مسکونی در ایالات متحده آمریکا است که در شهرستان زاوالا، تگزاس واقع شده‌است. لاس کولونیاس ۳۵٫۲ کیلومتر مربع مساحت و ۲۸۳ نفر جمعیت دارد و ۱۸۳ متر بالاتر از سطح دریا واقع شده‌است.